# فرناندو كلافيهو
فرناندو كلافيهو (بالإسبانية: Fernando Clavijo)‏ (مواليد 23 يناير 1956) هو لاعب كرة قدم. يلعب مع منتخب الولايات المتحدة الأمريكية لكرة القدم. سبق له أن لعب في كأس العالم لكرة القدم مع منتخب بلاده.

## روابط خارجية
- فرناندو كلافيهو على موقع الاتحاد الدولي (مؤرشف)  (الإنجليزية)
- فرناندو كلافيهو على موقع قاعدة بيانات كرة القدم.إي يو (الإنجليزية)
- فرناندو كلافيهو على موقع ناشيونال فوتبول تيمز (الإنجليزية)
- فرناندو كلافيهو على موقع عالم كرة القدم.نت (الإنجليزية)